# Història de la SEAT

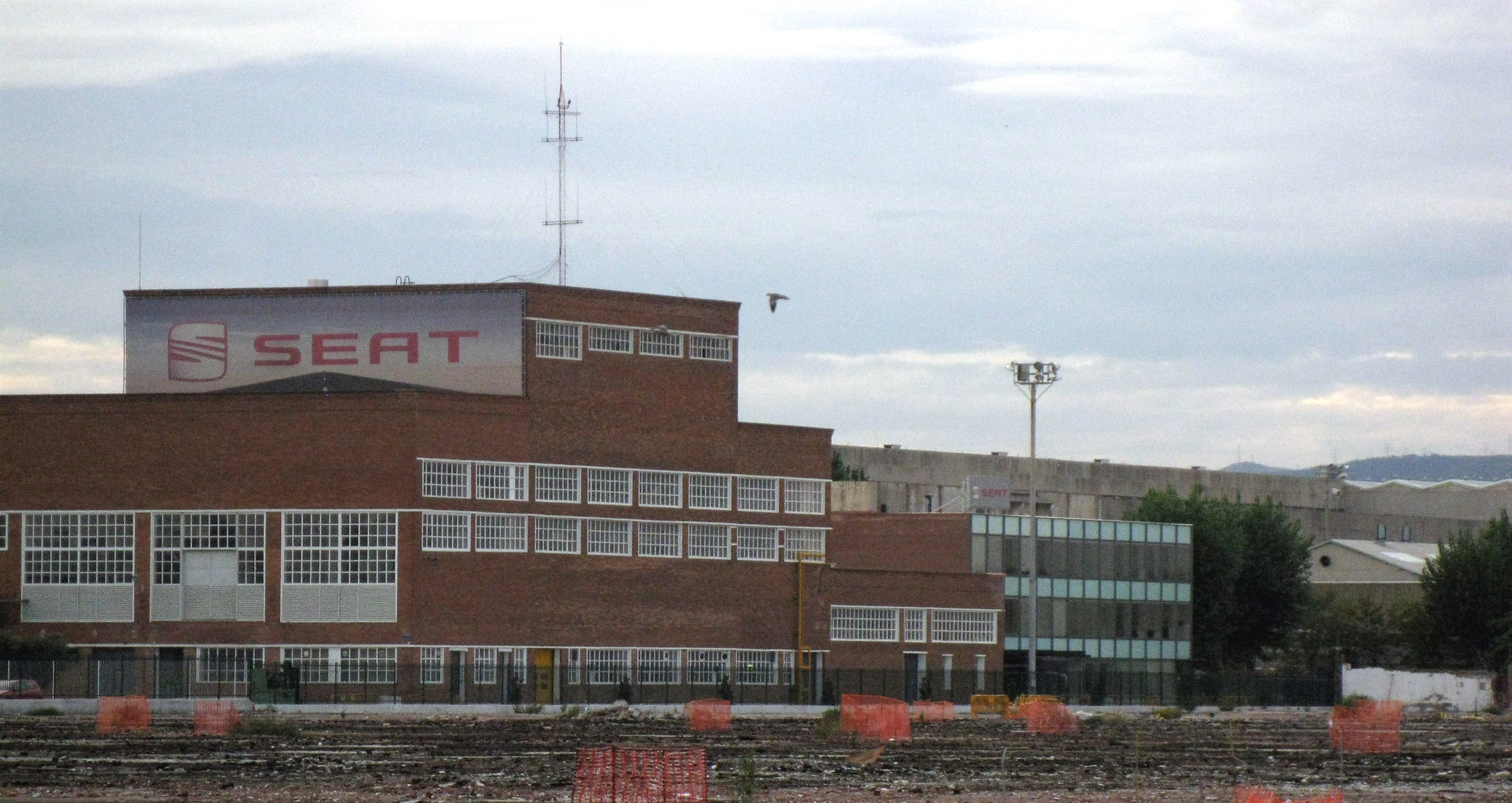
Vista de la històrica fàbrica de la SEAT a la Zona Franca de Barcelona

SEAT és un fabricant d'automòbils espanyol amb seu a Catalunya, actualment propietat del Grup Volkswagen.

## Antecessors a Seat; Anys 20, 30 i 40

### L'arribada de l'automòbil popular a Espanya
A inicis del segle xx, els països europeus de més poder econòmic van ser motoritzats amb vehicles de producció nacional: França va ser motoritzada pels Citroën, Peugeot o Renault; Itàlia amb Fiat; Alemanya amb els Opel o DKW i Gran Bretanya amb els Morris o Ford Motor Company anglesos. Totes aquestes marques, entre d'altres, oferien cotxes per a la classe mitjana i mitjana-baixa.

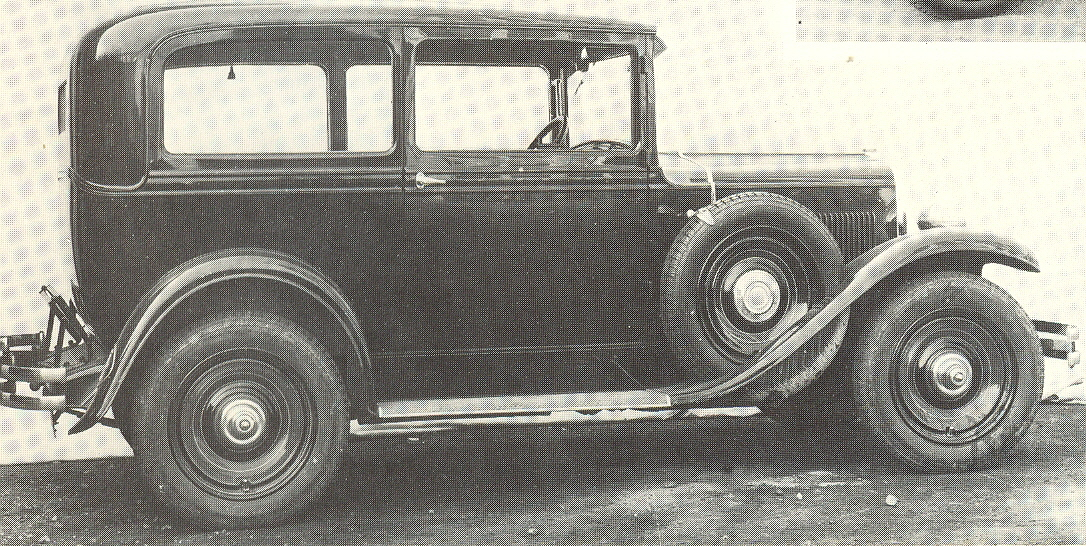
Fiat 514/Balilla Sedán (1929)

A l'estat espanyol no va succeir així, sinó tot el contrari. A Catalunya hi havia establerta la Hispano Suiza, una empresa de vehicles de luxe i d'elevada qualitat a l'abast de l'aristocràcia o de les famílies de classe alta. Per tant, no hi havia representant per a motoritzar la classe mitjana i baixa. Preveient el gran negoci que s'hi podia fer, es van instal·lar al país Ford i Fiat, que es beneficiarien dels avantatges fiscals que es donaven als fabricants de productes nacionals durant la dictadura de Primo de Rivera.
La filosofia d'ambdues marques era la de fabricar un cotxe robust mecànicament i fiable, prescindint de tots aquells elements que poguessin encarir el producte i així aconseguir una gran difusió en el mercat.
D'una banda, Ford, s'havia assentat durant els anys vint a l'estat espanyol amb el nom de Ford Motor Ibérica, primer a Puerto de Santa María (Cadis) i posteriorment a Barcelona on, en principi, es fabricaven sobretot vehicles industrials. L'any 1933 construeix el model 8HP, batejat com "Forito" i destinat a la petita burgesia. Gran part de les peces i materials per a fabricar-lo eren importades del Regne Unit, tot i que existia un mínim de peces nacionals que li atorgaven el reconeixement de "producte industrial nacional".
D'altra banda, a meitats dels anys trenta Fiat assoleix un gran volum de vendes al nostre mercat gràcies al model "514" també conegut com a "Balilla", un vehicle destinat a la classe mitjana-baixa.
Al llarg de la dècada del 1930, Fiat adquireix totes les instal·lacions d'Hispano Suiza per a produir el Fiat 514 i Hispano Suiza es queda amb les fàbriques destinades a la producció de motors d'avió.
La guerra civil espanyola va aturar totes les fàbriques d'automòbils. Fiat tornarà a vendre els seus productes 20 anys després sota la denominació Seat ("licència Fiat") i Ford no tornà a fabricar al país fins a l'any 1974 amb el Ford Fiesta, un model 100% espanyol.

### L'autarquia, Fiat i INI
Durant els anys quaranta, l'estat espanyol s'enfrontava a les dificultats de la postguerra. Estem doncs, davant d'un país arrasat per una guerra civil de tres anys de durada, amb pocs recursos i que s'ha d'autoabastir, ja que els països europeus tanquen les fronteres a Espanya. Franco potència al màxim la idea de l'autarquia econòmica.
El govern franquista de Francisco Franco va crear l'Institut Nacional d'Indústria (INI), propietat de l'estat.
La creació de l'INI data del 25 de setembre de 1941 i fou imprescindible pel renaixement econòmic i industrial de l'estat espanyol. Fins aleshores cap empresa podia mantenir un nombre elevat de treballadors. L'INI va optar per la fabricació de vehicles de dos vessants, comercials i de turisme. Sorgirien així l'ENASA i la SEAT respectivament.
Així com l'ENASA, sota el nom de Pegaso, majoritàriament fabricaria models comercials i sense estar afiliada amb cap empresa, el cas de Seat era una mica més complex. En territori espanyol no hi havia prou coneixements tècnics i l'INI va apostar perquè s'afiliés a una marca estrangera. Aleshores, l'INI va contactar amb altres empreses europees dedicades a la construcció d'automòbils. Ho va provar amb empreses com Ford, Peugeot, Renault, però no va avançar la idea perquè aquestes marques per exportar necessitaven el permís dels seus respectius governs, països no aliats amb el moviment feixista. L'estat es va trobar únicament amb dos sortides, la recent Volkswagen i FIAT.

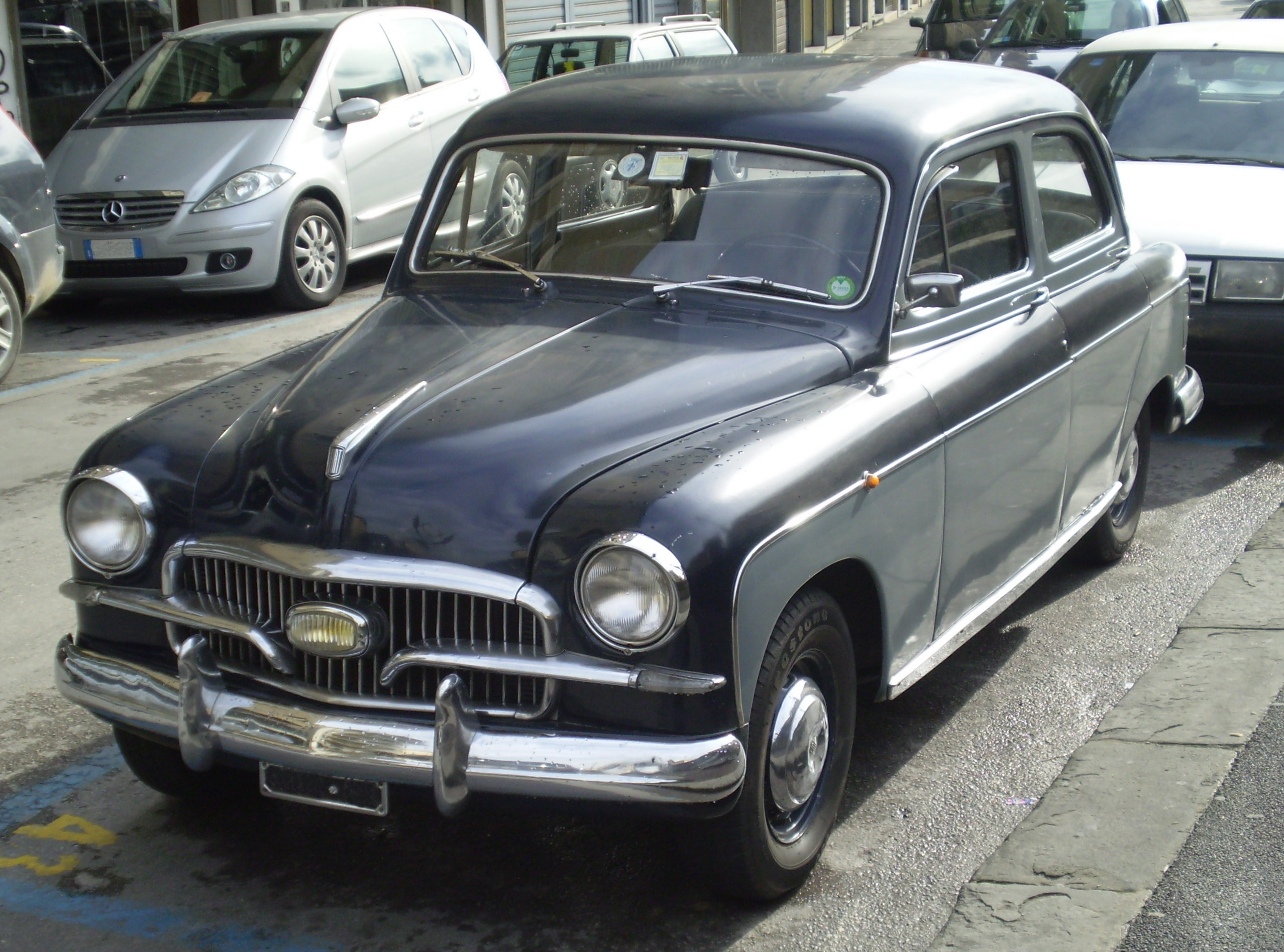
Fiat 1400

En el cas de la primera, Alemanya estava altament intervinguda econòmicament i políticament pels països aliats, no tenia autonomia per decidir i el seu futur era incert. En canvi, Fiat disposava d'una àmplia gamma de models, ben reconeguts per la premsa especialitzada des dels seus inicis, cosa que d'entrada ja eren avantatges.
Al cap de l'INI es trobava Juan Antonio Suanzes Fernández, amic personal de Franco, que va arribar a un acord amb el professor Valetta, president de Fiat, el 26 d'octubre de 1948.

### La creació de l'empresa SEAT
La constitució de Seat va ser fruit de l'acord inicial entre Fiat i INI. També varen col·laborar sis bancs principals espanyols. Seat s'escriptura com a societat el dia 9 de maig de l'any 1950 amb un capital social de 600 milions de pessetes, una xifra molt elevada.
INI tenia el 51% del capital, Fiat el 7% i la resta pertanyia a bancs i entitats privades.
L'acord amb Fiat era d'un període de 5 anys, això és fins a 1955 i posteriorment, s'allargà fins a 1963.
Malgrat que la voluntat inicial del dictador era que la fàbrica s'instal·lés a Burgos o Extremadura, la pressió de la Fiat i els Bancs van fer que canviés d'opinió i s'optés per Barcelona.
El primer president de SEAT seria José Ortiz de Echagüe, enginyer de l'Armada. El primer projecte de Seat va ser la fabricació del Fiat 1400, un cotxe realment acceptable, fiable, dur i d'un segment mitjà-alt, destinat també a substituir els antics cotxes de representació i d'ús públic, com ara taxis.

## Dècada dels 50

### La construcció de la fàbrica i la producció del Seat 1400
La ubicació de la fàbrica a la zona Franca de Barcelona va ser estratègica, tot i presentar alguns inconvenients com ara que està situada a la zona del delta del riu Llobregat, que presentava un sòl poc resistent. El procés de fonamentació es duu a terme durant l'any 1951.
A mitjans del 52, comencen a aixecar els obrers l'estructura metàl·lica en una superfície de 20 hectàrees de la Zona Franca. El govern espanyol donava gran importància a aquesta indústria: SEAT la podríem definir com la indústria insígnia del règim de Franco.
A finals d'any ja estava quasi acabada i equipada amb tota la maquinària que necessitava per a entrar en producció el Seat 1400.
Hi havia un total de 40.000 m² de tallers i 7.473 m² d'oficines. La fàbrica tenia una superfície total de 95.045 m², dels quals 75.000 estaven coberts i il·luminats.
La factoria de Seat es va inaugurar oficialment el 5 de maig de 1953 per Francisco Franco.
El dia 13 de novembre de 1953, surt el primer cotxe: un SEAT 1400 amb placa B-87223.
Es tractava d'una berlina de quatre portes, motor davanter i tracció posterior de la qual es van derivar nombroses versions. La seva producció es va finalitzar amb la versió "C" l'any 1963, quan va ser substituït pel nou SEAT 1500.
Per aquelles dates, alguns dels 950 treballadors de la plantilla ja van rebatejar les sigles SEAT com "Siempre Estarás Apretando Tornillos". Aquest canvi de sigles era propiciat perquè, al principi, els cotxes eren muntats amb les peces procedents de les fàbriques de Fiat a Itàlia.
L'any 1954 s'edificava la "barriada Seat". Es tractava d'un complex amb habitatges per acollir als treballadors, tallers per a formar-los, escoles per als fills d'aquests i "colmados" (botiga de queviures). Seat volia imitar a les colònies industrials de principis del segle xx.
El diari "La Vanguardia española" es feia ressò de l'avanç de la fàbrica, del creixent ritme de producció, ampliació de tallers, de la creació de l'escola de formació i/o reciclatge de la plantilla, etc.

### Neix el 600, el turisme espanyol i el canvi social i psicològic

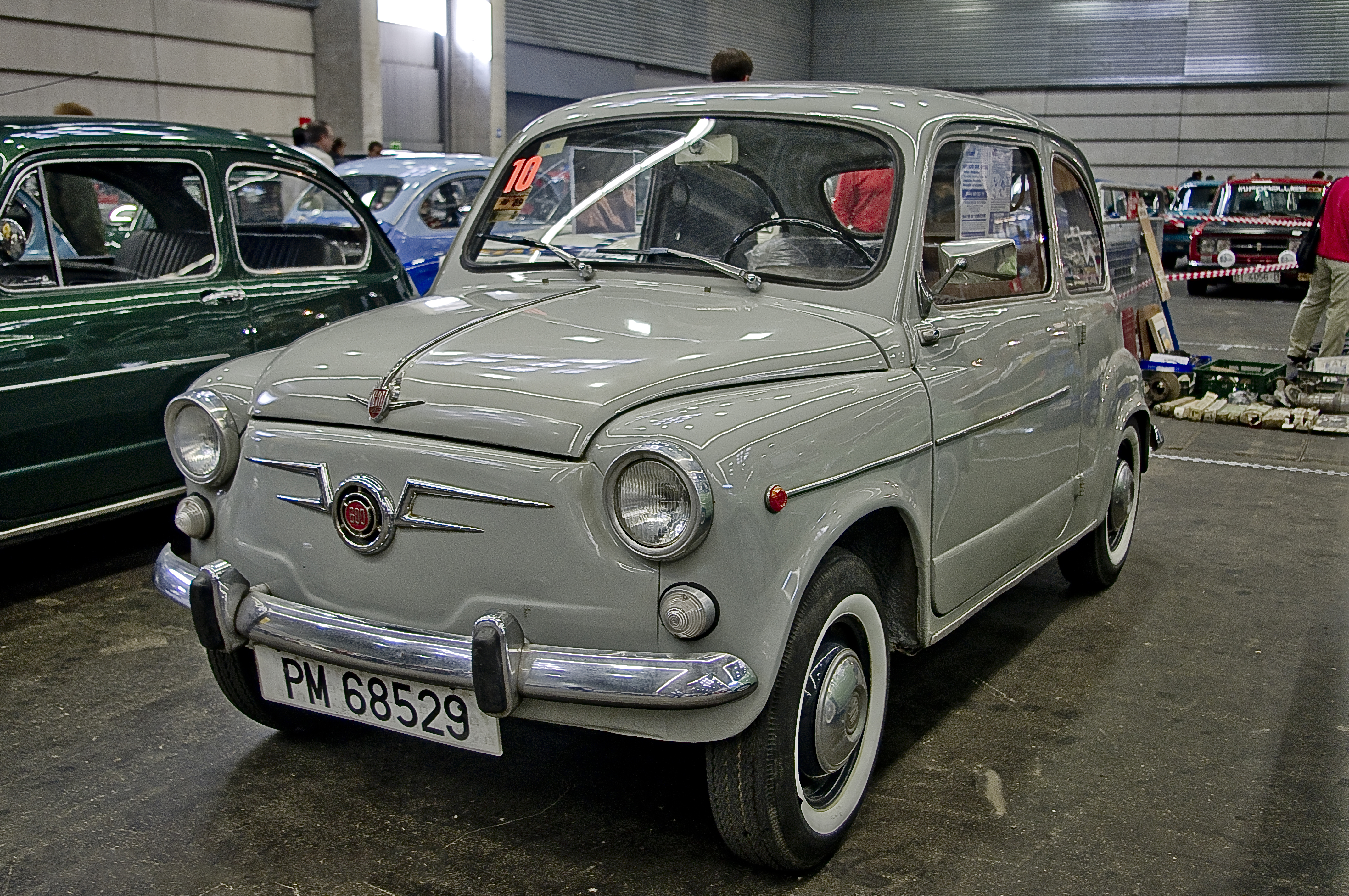
Un Seat 600 D de 1964

Hom pot donar per entès que el sis-cents va ser molt més que un model de Seat. Va comportar un canvi psicològic al nostre país, pel fet que va escurçar distàncies, la possibilitat de fer turisme pel territori espanyol, el primer vehicle de motor d'explosió accessible a moltes famílies de classe mitjana-baixa, i també la incorporació de la dona en l'àmbit automobilístic.
Al Seat 600 li devem els "caps de setmana" tal com els entenem en l'actualitat. Per primer cop en la història era possible que una família obrera anés a passar el cap de setmana a la platja amb total independència. És el que en diríem "domingueros".
També, gràcies al 600, la gent podia anar a treballar fora de la localitat on vivia.
Molts joves es van poder independitzar i tenir cotxe propi i en algunes cases de gent de classe alta podia servir com un segon cotxe.
Es pot comparar el fenomen que va significar el Seat 600 amb el del Ford T.
Al contrari de totes les marques de l'època com Daimler, Mercedes-Benz, que construïen cotxes per les famílies burgeses de classe alta, Ford estava entestat en què l'automòbil havia d'estar a l'abast de tothom, i ho va aconseguir amb el seu model Ford T i en l'aplicació del taylorisme per a la producció d'aquest.
El Seat 600 va ser el segon model de Seat produït a la Zona Franca, el qual va anant evolucionant fabricant-se les versions N, D, E, L Especial, 800 i altres fins a assolir les 800.000 unitats. La producció per tant es va encetar el 1957 i es va allargar fins a l'estiu de 1973.
A l'inici de la fabricació del 600 normal, la plantilla de Seat era ridícula i no podia absorbir la gran demanda de 600, per això Seat va posar en marxa les llistes d'espera, que podien arribar a 3 anys.
Durant la dècada dels 60, el problema de les llistes d'espera es va anar resolent lentament. També es va multiplicar la seva producció per sis.

## Els anys seixanta

### El creixement imparable de Seat
A part de l'excel·lent resultat que li estava donant el Seat 600, Seat va augmentar moltíssim la producció durant els anys seixanta i part dels setanta. Va ampliar el catàleg de vehicles disponibles, la qualitat dels productes, van augmentar el volum d'exportacions a altres països, etc.
A finals del 1963 es posa en marxa el substitut definitiu del 1400 amb un estil absolutament trencador pel que fa a la línia exterior i interior. És el 1500, un turisme que significà el tercer model en entrar en producció, exponent de l'alt de gamma a l'època, va ser la característica berlina de representació, taxi, ambulància, etc. dels anys 60 i començament dels 70.
L'any 1965 es fan les primeres exportacions. El ritme de producció i de demanda augmenta brutalment des que es va presentar el 600 D.

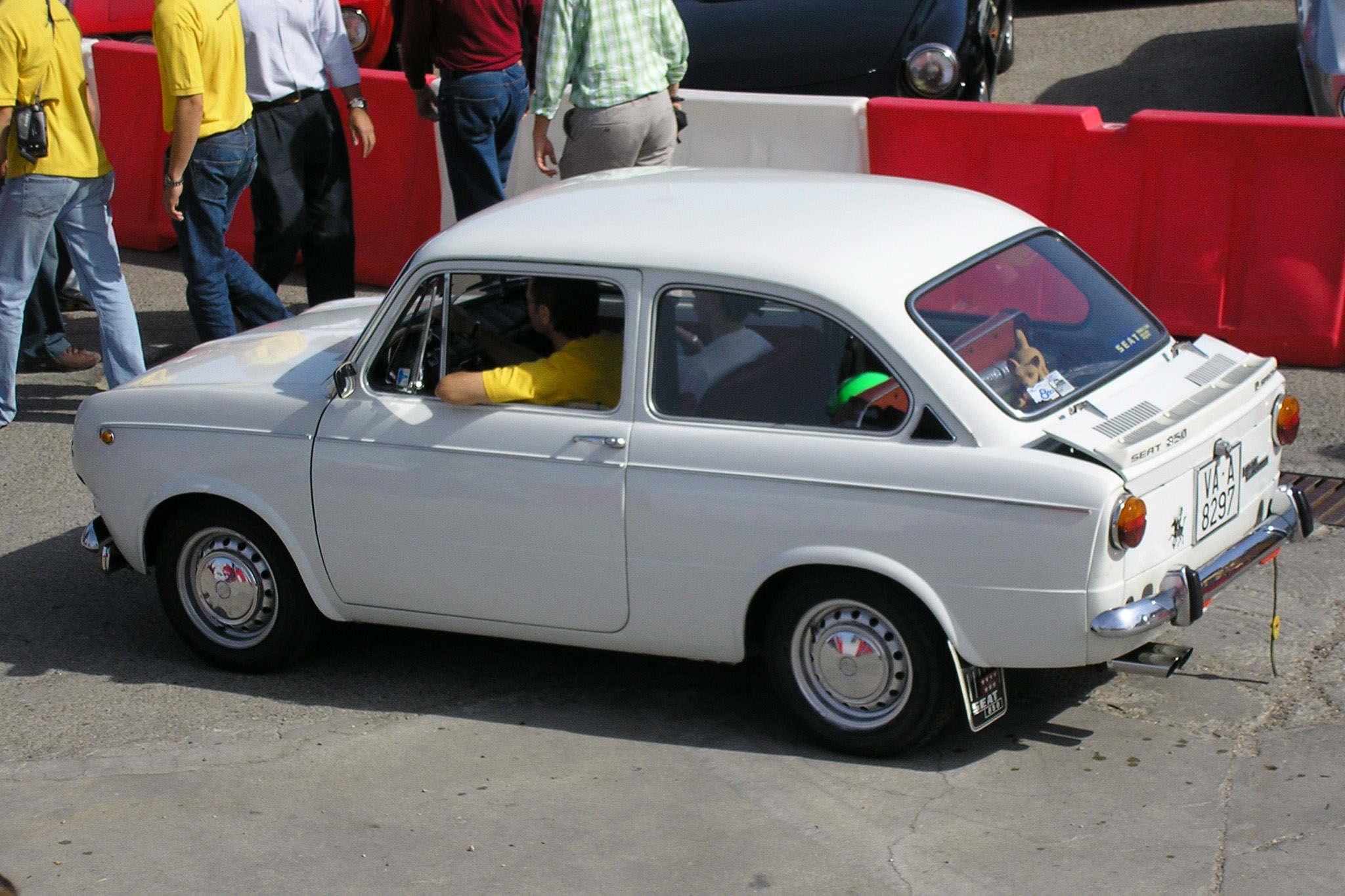
Seat 850 D Especial

L'any 1966 es presenta el 850 i un any més tard neix FISEAT, una entitat per a finançar les vendes a terminis dels cotxes de la marca. El 850, concebut a Itàlia com un 600 millorat, (millors acabats, majors prestacions, menys defectes) va superar a 1970 en vendes al 600. Com havia passat abans amb el 600, SEAT va desenvolupar una carrosseria de 4 portes, va haver-hi dues versions, de la primera se'n van fer tan sols 417 exemplars, però la segona, més llarga que l'original de dues portes, va tenir gran difusió (850 Especial 4 puertas i 850 Especial 4 puertas largo Lujo). Del 850 es van produir també les versions Coupe i Spider. L'anècdota principal que cal destacar d'aquest parell de versions és que al tractar-se d'un "todo atrás" i al pesar poc, a altes velocitats o un dia ventós s'aixecava de la part davantera del terra, marxant molt de la carretera. El remei que hi van posar els usuaris, era carregar al capot porta-equipatges un parell de sacs de sorra per a fer pes.
Al maig de 1968 es llança el 124, un altre vehicle emblemàtic per la història de l'empresa i referent en les competicions automobilístiques dels anys 70. El 124 havia estat guardonat cotxe de l'any a Europa i altres llicenciataris de FIAT (com Lada) el van mantenir en producció fins a quaranta anys després del seu llançament.
SEAT va produir la berlina, però també el familiar i el Coupé. El seu motor de 1197cc, amb 60CV, una velocitat màxima de 140 km/h i una carrosseria confortable el van convertir en la primera veritable berlina familiar del país. El 124 va servir de base al Seat 1430, versió més luxosa, que incorporava el motor de 1438cc del Fiat 124 Spider. La introducció del 132 en 1973 com a substitut del 1500 va portar els motors de doble arbre que en les versions 1600, 1800 i 2000 van portar incomptables èxits el 1430 FU i 124 FL en competició.
Seat fabrica el turisme 1.000.000, corresponent a un Seat 124, que com anècdota va ser regalat a una senyora guanyadora del concurs de TVE "un millón para el mejor".
La dècada dels anys 60 havia estat clau per l'assoliment de SEAT. Va tancar la dècada amb molts més models dels que ho va fer en la passada, i amb un ritme de producció i de demanada que anava augmentant frenèticament.
El país tampoc és el que era: la població ha augmentat el seu poder adquisitiu, s'han enriquit molts sectors per l'arribada en massa dels turistes europeus, ha aparegut la televisió, l'automòbil s'ha estès, i en general, ha millorat la seva qualitat de vida oblidant els duríssims anys de postguerra que Franco ens va portar. La dictadura també es va tornar lleugerament més permissiva i apareix alguna revista en català. Van ser temps de canvi, un canvi que el país reclamava feia segles.

## Els provocadors anys setanta i la consegüent inestabilitat de Seat
Els anys 70 van ser inestables per Seat i van comportar un vertader canvi al país a la mort de Franco. Fins a la primera meitat, van continuar en l'excel·lent línia de producció que portaven des d'inicis dels anys 60. En la segona meitat, en canvi tenen importants pèrdues en la producció i també de capital. Durant els inicis dels anys 70 les exportacions es multipliquen per deu. Seat se situa capdavantera dels fabricants d'automòbils espanyols. En referència als cotxes llençats al mercat durant els 70, hi ha una oferta molt àmplia de cotxes respecte altres marques que intentaven competir amb Seat. Desapareixen i se substitueixen els més veterans com el Seat 600, el 850 i el 1500. L'any 1970 es presenta el 1430 i el 124 Familiar.
Al moviment obrer es van accentuar les vagues i manifestacions per problemes laborals, però sota el règim franquista, i especialment als anys 70, aquests eren durament reprimits pels "grisos".
L'abril del 1972 es llança el 127, un model que vindria a substituir el popular 600, el primer tracció davantera de la casa que, amb versions de 3 i 5 portes es va mantenir en producció fins a 1984, amb 1,5 milions d'unitats fabricades. El 127 va patir una rentada de cara el 1977 i un altre el 1981. Aquesta tercera versió va rebre el nom de Seat Fura que va ser l'única que va comptar amb una versió esportiva, el Fura Crono, amb el motor del 1430 i 75CV.

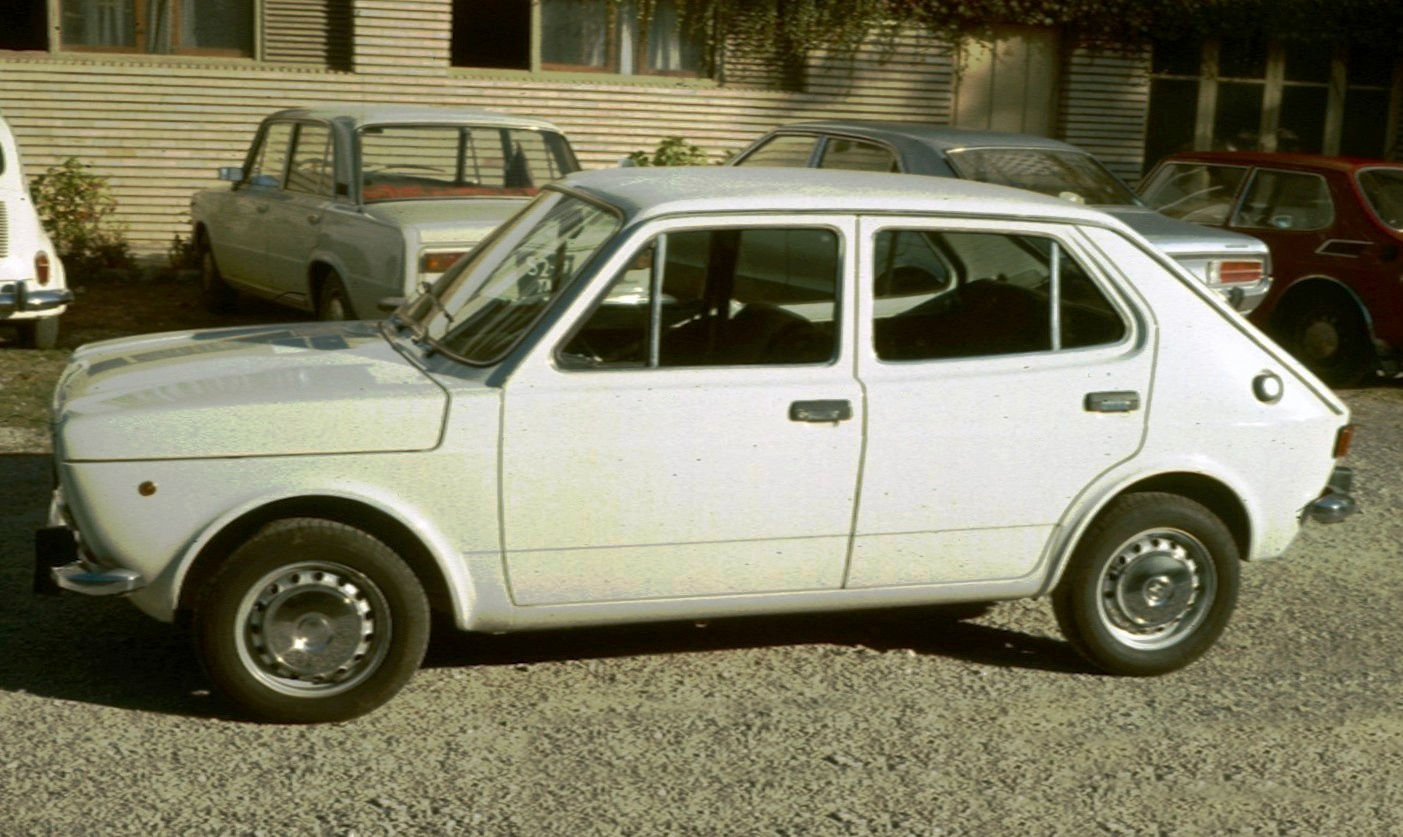
Seat 127 "4 puertas"

A mitjans del 73 surt al mercat el 132, el substitut del 1500, ja desaparegut del catàleg de Seat, i també una variant esportiva i més luxosa del 1430, l'especial 1600, també anomenat FU, un cotxe realment admirat i respectat pel públic espanyol. Tanmateix també s'inicien les obres de construcció del Centre Tècnic.
En aquest any també hi ha l'espectacular increment del preu del petroli, fenomen conegut com la crisi del petroli, que afectà a molts sectors dels quals depenia l'economia espanyola, entre ells la Seat. El govern franquista no respon enfront d'aquesta crisi, que perdurà fins a finals dels anys 70, quan el govern d'Adolfo Suárez González (UCD) posà en marxa un pla d'estabilització radical en què els sindicats s'oposaren. En el 1974 es produeix el Seat 2.000.000. Seat se situa en vuitè lloc entre els fabricants europeus. La indústria automobilística europea pateix una greu crisi. S'inicia la fabricació del 133, un model que mantenia l'esperit i configuració mecànica del 850 del qual, tot i néixer una mica desfasat, es va exportar més de la meitat de la producció.
A partir d'aquest moment, tots els fabricants tindran petites davallades de la producció.
A primers d'abril de l'any 75 es construeix la primera fase de construcció del Centre Tècnic i va ser presentat el model 131. A Itàlia va representar el substitut del 124, i al mercat espanyol el Seat 124 i 131 van conviure en plantilla durant una bona pila d'anys. No gensmenys, el 131 va assolir un gran èxit de vendes i a 1981, la substitució del motor motor dièsel Perkins pel SOFIM, de 2500cc., va revitalitzar les vendes fins que es va deixar de produir l'any 1984.
En aquells moments l'INI obliga a Seat a comprar la factoria Authi de Pamplona, per a poder conservar els llocs de treball, passant a tenir la plantilla més gran de la seva història, 32.000 persones.
FIAT, que gairebé posseïa el 50% de les accions de Seat, les ven a l'Institut Nacional d'Indústria al preu simbòlic d'1 pesseta per acció.
Molta gent pensava que sense les ajudes tècniques de Fiat i la caiguda de la dictadura, provocaria la desaparició de SEAT. Torna a instaurar-se la Ford i fabricà el Ford Fiesta, un model que posaria les coses difícils als Seat 127, així com els innovadors Renault 5. Al març del 1976, al saló de l'automòbil de Ginebra es presenta el 127 de 4 portes. Corresponia al Seat número 3.000.000.
Al llarg de la segona meitat de la dècada dels 70, Seat acumula pèrdues i, per tant, decideix fer retallada de plantilles. Acomiada moltíssims treballadors, que es manifestaren i acumularen munts de queixes als sindicats de Comissions Obreres i de la Unió General de Treballadors.
En l'àmbit econòmic, a l'estat espanyol hi ha un augment del preu de tots els productes, però els sous també augmenten considerablement.
En l'àmbit social el país lentament s'anava modernitzant i normalitzant cap al món occidental. Obria portes i finestres després de 35 anys de dictadura i d'estancament en totes les àrees.

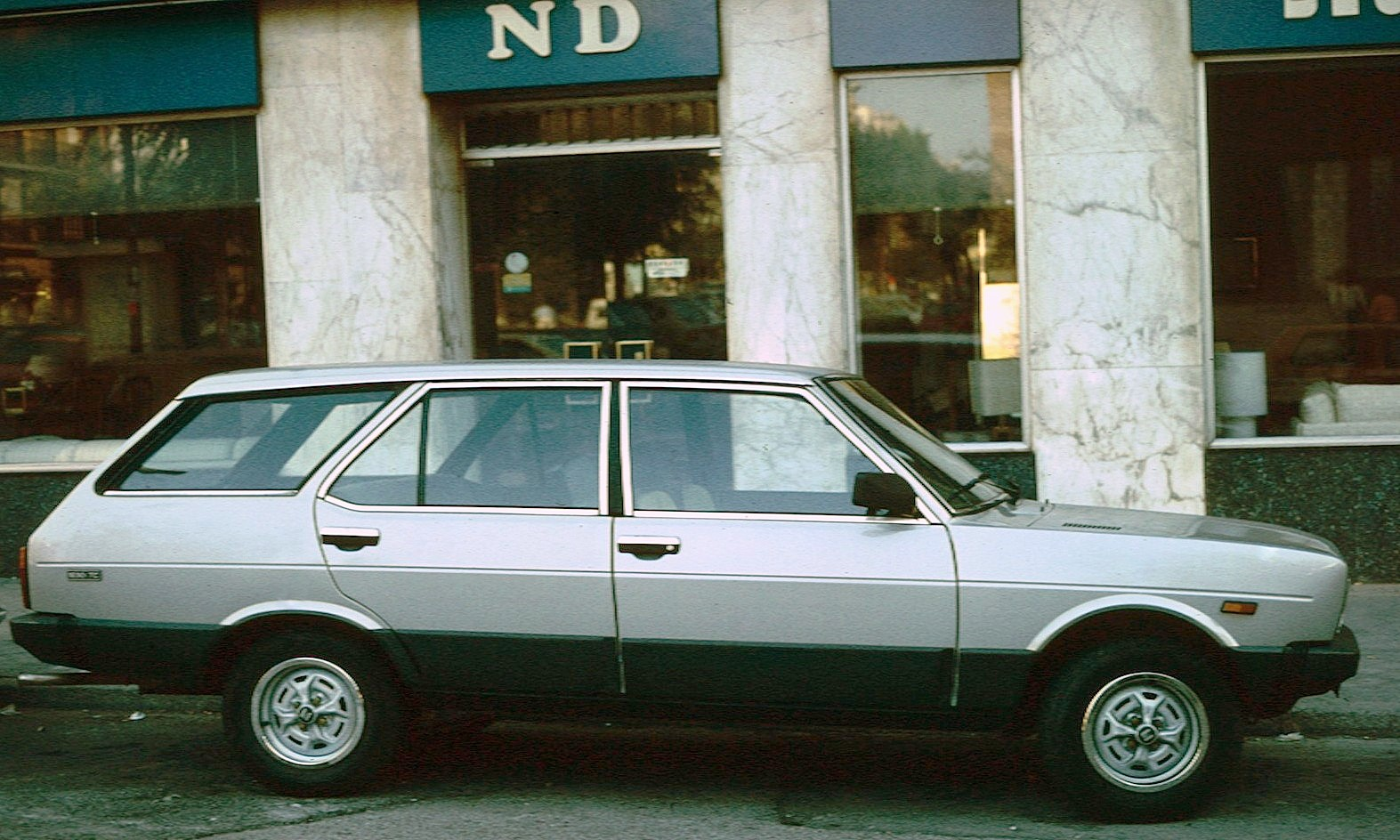
Seat 131 Diplomatic familiar

En l'àmbit cultural va crear molta polèmica entre els sectors més conservadors l'arribada o projecció de pel·lícules, espectacles o elements pornogràfics, així com l'arribada de la música internacional de finals dels 70, amb algunes lletres molt atrevides i controvertides criticant el sistema.
L'estat espanyol també es prepara per a rebre l'onada de productes estrangers. A Seat li va fer molt mal (i té part de culpa de les seves pèrdues) l'arribada dels models d'automòbils europeus com el Ford Sierra, l'Opel Rekord, el VW Passat/Santana, el Peugeot 505, BMW, etc., perquè aquests cotxes eren superiors als Seat d'aleshores en quant seguretat, tecnologia, fiabilitat, motors, qualitat dels seus materials i construcció. Seat va fer un gran esforç per intentar llençar models que s'acostessin als nivells d'exigència europeus a uns preus barats comparat amb els d'altres marques.
El 1976 es presenta el 1200 Sport, amb una carrosseria esportiva dissenyada i produïda per Inducar sobre la base del 127 que, com el 133 era original de SEAT sense paral·lel en FIAT. L'arribada del 128 3p, un competidor directe, va limitar les seues vendes.
El 1979 es presenta l'avantguardista Seat Ritmo i en 1980 el pràctic Seat Panda que la mateixa FIAT va mantenir en producció més de 20 anys. Es produeix el SEAT 4.000.000.

## Els anys vuitanta

### El divorci amb Fiat i la compra de Seat per Volkswagen
Al maig de 1980, inesperadament, Fiat decideix no renovar els lligams i pactes que tenia amb Seat, trencant així la col·laboració que havien mantingut durant més de 30 anys.
El 1981 Fiat ven a l'INI tot la seva participació a Seat. Amb un 95% del capital de Seat en poder de l'INI, l'empresa es converteix en el primer fabricant d'automòbils amb capital totalment espanyol.
Després de diverses negociacions del govern espanyol s'arriba a fi d'any a un acord de col·laboració amb el grup Volkswagen. SEAT podrà disposar dels enginyers de Volkswagen per la creació de models posteriors de Seat, i l'empresa alemanya fabricarà a les factories de Seat els models Volkswagen Passat, Santana i Polo classic, ja que els costos de producció eren la meitat dels que costava fabricar-los a Alemanya.

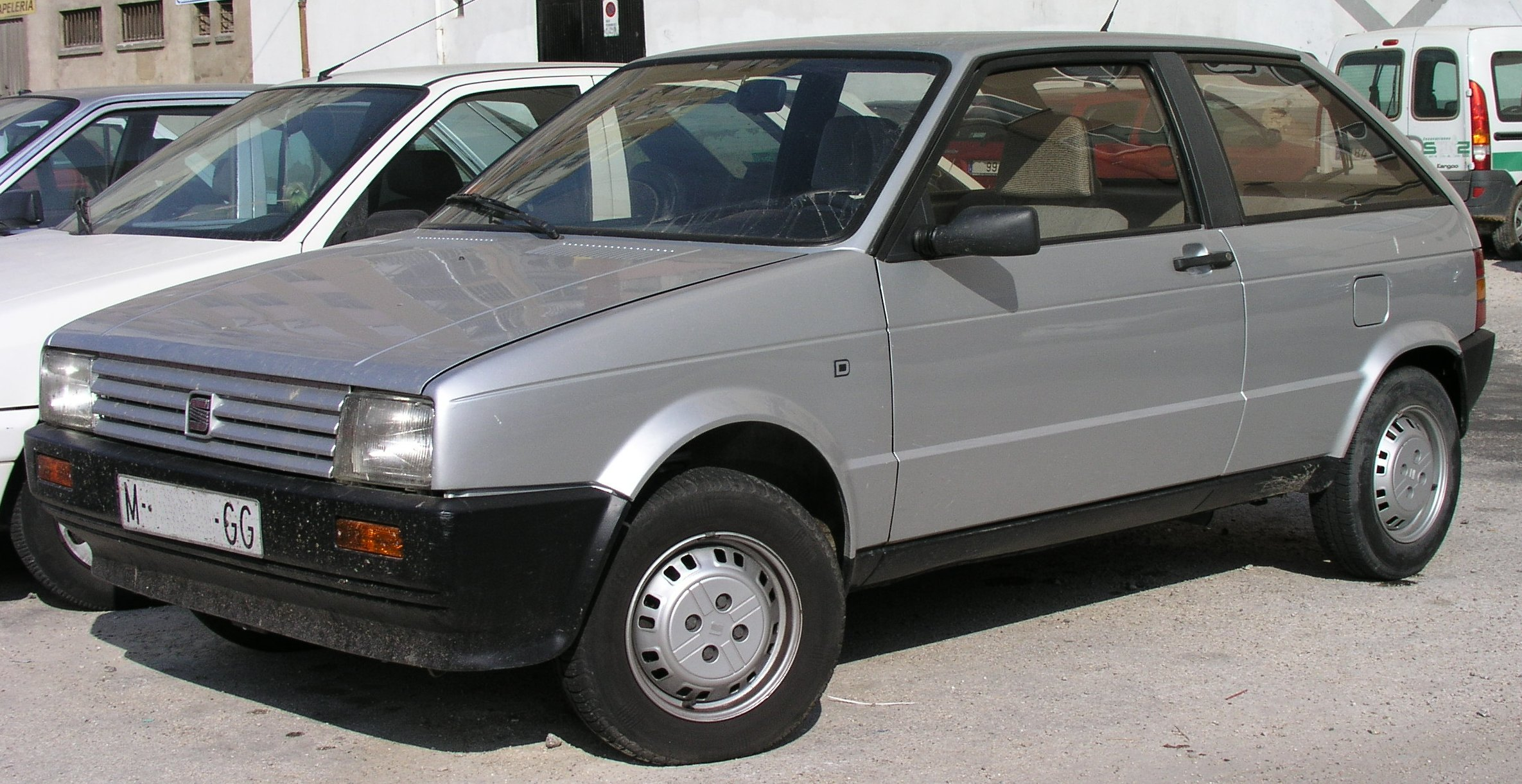
Seat Ibiza I Diesel

El Ritmo va haver de ser modificat i rebatejat com a Ronda el 1982 per a poder ser exportat, el mateix que li va passar al Panda que el 1987 passava a anomenar-se Marbella.
Per a sobreviure mentre es feia la gestió de la compra per part de Volkswagen, SEAT va buscar nous aliats. Així, partint del bastidor del Ritmo, amb estructura Karmann, disseny de Giugiaro i motor Porsche, el 1984 va llançar el primer Seat Ibiza, que no tenia cap paral·lelisme amb Fiat. Abans de passar a formar part de Volkswagen es va presentar el 1985 el Málaga, bàsicament un Ritmo de tres volums.
La filosofia dels alemanys per a SEAT era i és, la de fabricar cotxes de disseny mediterrani i esportiu, però compartint l'estructura i el motor dels models alemanys.
En l'any 1985 el president del Govern espanyol Felipe González (PSOE) s'entrevista amb el president de Volkswagen Carl Hahn per a aconseguir que Volkswagen facilités més maquinària i més capital per a l'empresa de Barcelona.
Al juny de 1986, després de diversos acords amb el govern de Felipe González, Volkswagen es fa càrrec de Seat en la seva totalitat.
En el mateix any, es funda Seat Sport, una empresa paral·lela a Seat que, a partir de les berlines estàndard i de sèrie de Seat, adaptaven per a fer vehicles de competició de carreres i ral·lis.

## Dècada dels noranta

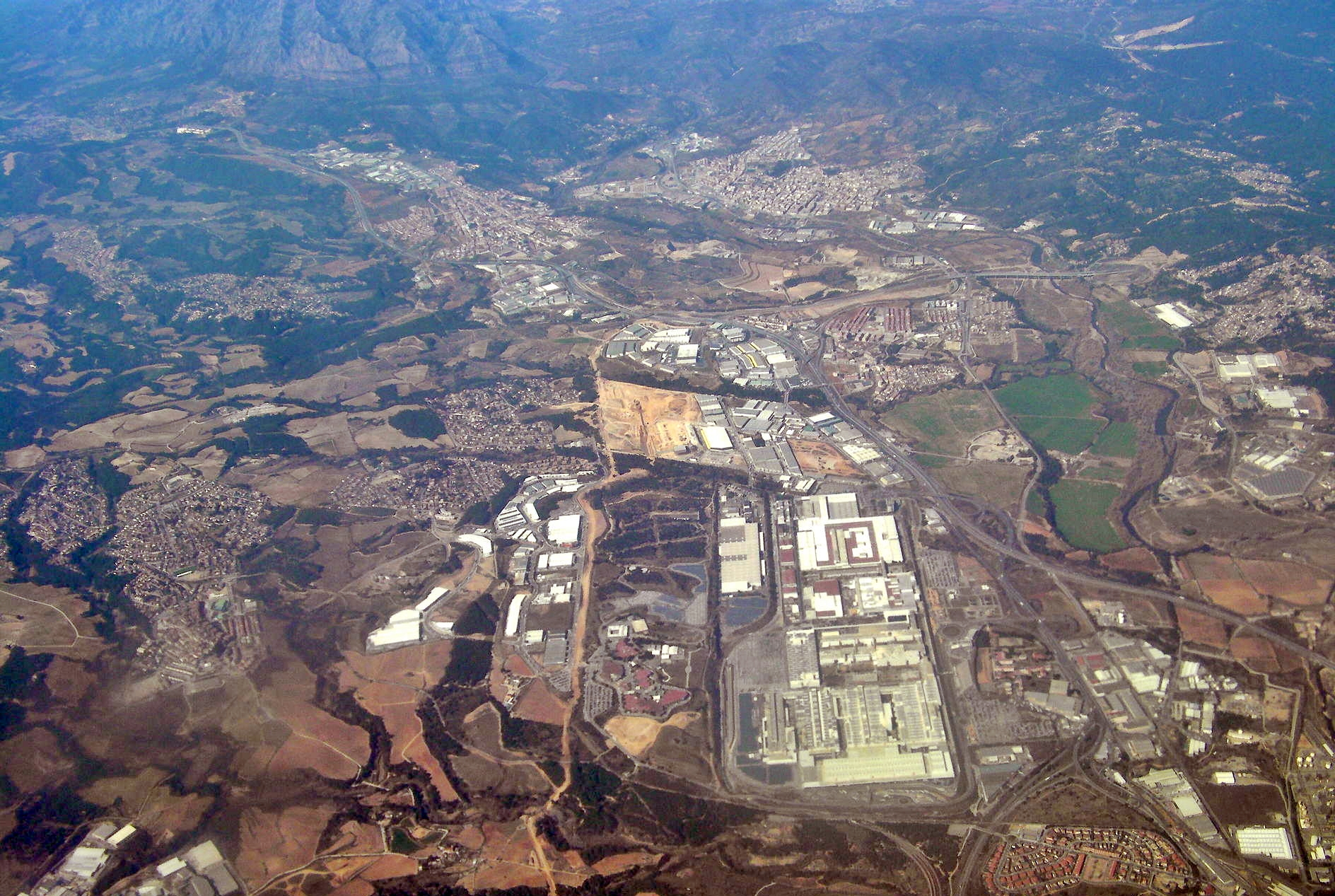
Fàbrica de SEAT a Martorell

### El renaixement de Seat i la construcció de la fàbrica de Martorell
Entrats a la dècada dels 90, l'any 1991 es llança el SEAT Toledo, que representà el primer model fabricat totalment per Volkswagen i compartint molts elements i els motors del Volkswagen Passat.
Aquell mateix any, Volkswagen estava plantejant dues alternatives per al futur de la fàbrica de la zona Franca: modernitzar-la o bé construir-ne una de nova. L'empresa alemanya es va decidir per la segona opció. Segons Carl Hang, la fàbrica, situada a Martorell (Baix Llobregat) va costar 30.000 milions de pessetes i ocupa una extensió total de 3,4 milions de m², dels quals 700.000 m² eren naus.
Es calculava aleshores que sortirien 1.500 cotxes diaris, ocupant 8.500 treballadors.
Paral·lelament a les obres de la nova seu de Martorell, Volkswagen també va reformar la zona franca i va convertir l'antiga fàbrica en oficines.
Al febrer de 1993 el rei Joan Carles I va inaugurar oficialment la fàbrica de Martorell, la més moderna d'Europa, amb un altíssim nivell d'informatització i robotització.
El primer model que va entrar en producció a la nova fàbrica de Seat va ser l'Ibiza II.
L'any 1994, Seat ven la fàbrica de Pamplona i l'empresa financera Fiseat a Volkswagen.

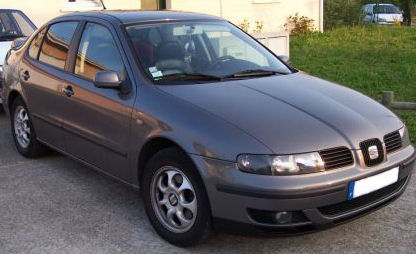
Seat Toledo II (1998-2005)

Durant l'any 1995 es presenten dos nous models i al Saló de l'automòbil de Ginebra: el monovolum SEAT Alhambra (fabricat a Portugal juntament amb Ford i Volkswagen).
Cap a l'any 1997 va néixer l'Arosa, que inicialment es fabricà a Alemanya, juntament amb el Volkswagen Lupo, que eren quasi idèntics. Posteriorment passà a fabricar-se a les instal·lacions de Martorell.
A la fi de 1998 es va començar a fabricar el Seat Toledo II, però com que la fàbrica de Martorell s'havia quedat petita, seria fabricat íntegrament a Bèlgica. Això aixecà moltíssima polèmica per part dels treballadors, ja que va retallar-se plantilla, aprofitant-se que els costos de producció a Bèlgica del Toledo eren més econòmics.
L'any 1999, per acabar el mil·lenni, Seat llança al mercat el SEAT León, molt semblant al Toledo II. També al juny de 1999 passa a presidir l'empresa Bruno Adelt.

## SEAT en l'actualitat
L'any 2000 SEAT compleix el seu 50è aniversari i amb aquest motiu el Rei Juan Carlos I rep en audiència al president de SEAT, i el Príncep d'Astúries visita les instal·lacions de Martorell. El Centre Tècnic compleix 25 anys. L'1 de juliol Bernd Pischetsrieder substitueix a l'anterior president. Es presenta el Salsa, un prototip que servirà per donar lloc a la nova imatge dels productes de la marca.

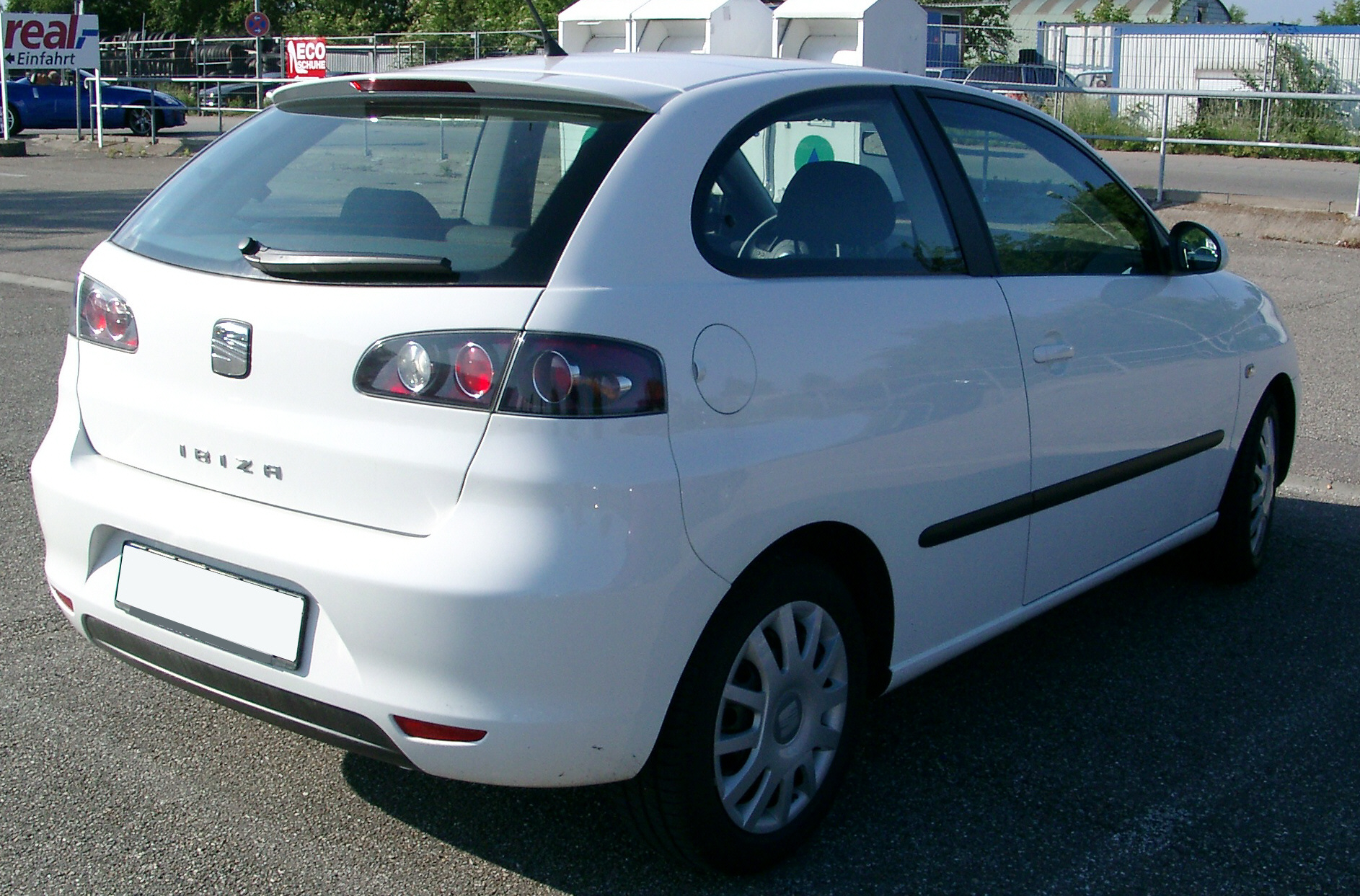
SEAT Ibiza III

El 2001 surt de la línia de muntatge de la fàbrica de Martorell, la primera unitat del Toledo després del trasllat de la producció des de Brussel·les. Al desembre, al Saló de l'Automòbil de Bolonya, es presenta oficialment el nou Ibiza, la nova generació del cotxe més carismàtic de la marca amb unes línies trencadores i molt modernes.
La producció del Ibiza passarà a produir-se en un 10% a Eslovàquia. S'adopta l'euro com moneda oficial interna de la companyia.
L'any 2002, Andreas Schleef esdevindrà nou president de SEAT. La filial espanyola s'integra en el Grup Volkswagen. L'any 2003 al Saló de Frankfurt es presenta el SEAT Altea Prototip, que donarà lloc a la futura generació de la seva gamma de vehicles.
En l'àmbit esportiu, SEAT participa en el Campionat Europeu de Turismes i el Toledo GT assoleix la victòria en el Campionat d'Espanya de Gran Turisme. SEAT també munta la competició mono-marca Supercopa Seat León.

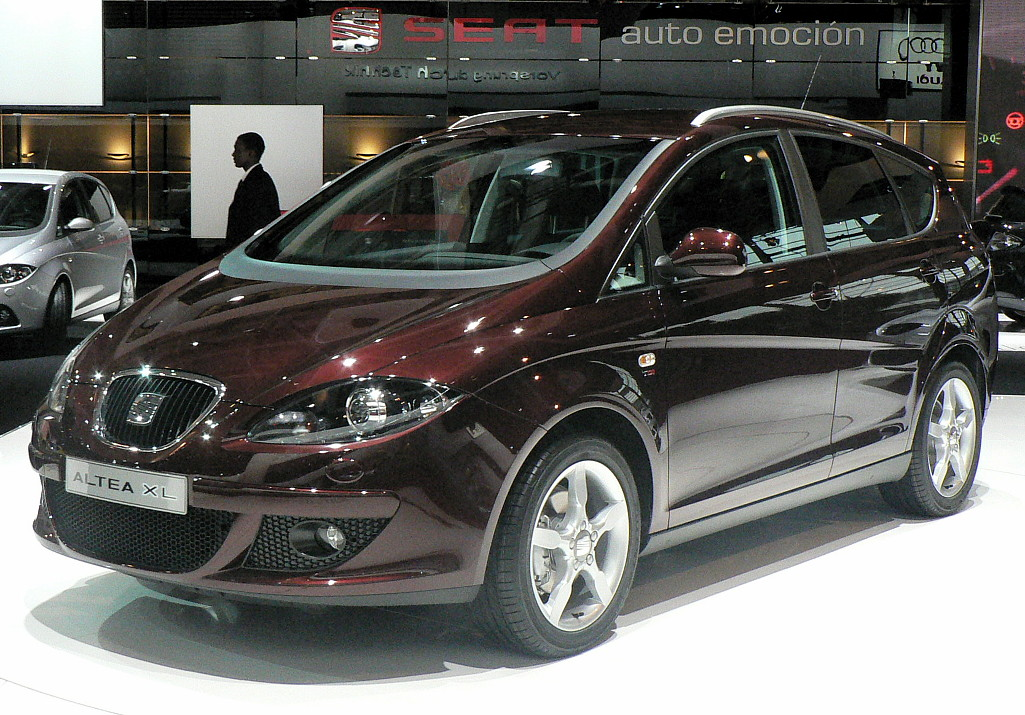
Seat Altea XL (2006)

A començaments del 2004 Seat posa en producció l'Altea (curt). A l'estiu es posa en venda el tercer SEAT Toledo, una berlina derivada del monovolum Altea.
En aquest mateix any, es trasllada la producció del Ibiza que SEAT tenia a Eslovàquia cap a la planta barcelonesa de Martorell. També se celebra al setembre el 20è aniversari del SEAT Ibiza.
El SEAT Altea aconsegueix 5 estrelles al crash test EURONCAP, destacant en protecció frontal, lateral i en protecció infantil.
L'any 2005 s'estrena amb un lamentable accident que va causar la mort d'un operador logístic del departament de gestió de materials i transports.
Al novembre es presenta la versió de l'Altea FR i el León TFSI al saló d'Essen i alhora Seat té seriosos problemes al no poder resoldre de forma satisfactòria l'excedent de personal a la plantilla i avisa que perillen les inversions en l'empresa. Volkswagen es mostra plenament confiada en el futur de Seat, tot i que l'any no li resultà favorable per a l'empresa de Martorell.
Al maig del 2006 es presenta al saló de Madrid el nou SEAT León FR, alhora que s'inicia la gira del grup La Oreja de Van Gogh amb la imatge de l'Ibiza. Al saló de París es presentà una variant allargada del SEAT Altea, el SEAT Altea XL, i més tard apareix el primer vehicle tot camí de la marca, el SEAT Altea Freetrack.